# 克魯謝茨鄉
44°38′N 23°40′E / 44.633°N 23.667°E
克魯謝茨鄉（羅馬尼亞語：Comuna Crușeț, Gorj），是羅馬尼亞的鄉份，位於該國西南部，由戈爾日縣負責管轄，面積86平方公里，2007年人口3,644，人口密度每平方公里42人，超過九成居民信奉東正教。